# Torneo de las Tres Naciones 2011
El Torneo de las Tres Naciones 2011 fue la decimosexta competencia anual del Torneo de las Tres Naciones entre las selecciones de rugby de Australia, Nueva Zelanda y Sudáfrica, cuyos apodos son Wallabies, All Blacks y Springboks, respectivamente. En el 2012 la selección de Argentina Los Pumas se unirá a la competencia, expandiéndolo a un "Cuatro Naciones". Así, esta edición de la competencia sería la última con tres participantes.
Con motivo del desarrollo de la Copa Mundial de Rugby de 2011 en Nueva Zelanda entre el 9 de septiembre y el 23 de octubre de 2011, esta edición del torneo fue más corta y consistió sólo en seis encuentros, en lugar de los nueve que se venían disputando desde 2006.

## Tabla de posiciones
| Lugar | Selección     | Juegos | Juegos | Juegos | Juegos | Puntos  | Puntos   | Puntos | Puntos bono | Puntos bono | Tabla de puntos |
| Lugar | Selección     | Jug.   | Gan.   | Emp.   | Per.   | A favor | En cont. | Dif.   | Tries       | Def.        | Tabla de puntos |
| ----- | ------------- | ------ | ------ | ------ | ------ | ------- | -------- | ------ | ----------- | ----------- | --------------- |
| 1     | Australia     | 4      | 3      | 0      | 1      | 92      | 79       | +13    | 1           | 0           | 13              |
| 2     | Nueva Zelanda | 4      | 2      | 0      | 2      | 95      | 64       | +31    | 1           | 1           | 10              |
| 3     | Sudáfrica     | 4      | 1      | 0      | 3      | 54      | 98       | -44    | 0           | 1           | 5               |

## Formato
Como en competencias anteriores, los puntos se adjudicaron de la siguiente manera:
- 4 puntos para el que gana.
- 2 puntos para el empate.
- 0 puntos para el que pierde.
- 1 punto de bonificación por anotar 4 tries o más, ganando o perdiendo.
- 1 punto de bonificación por perder por 7 puntos o menos.

## Resultados
BO: Punto de bonificación ofensivo.
BD: Punto de bonificación defensivo.
Primera fecha
| 23 de julio | Australia | BO 39 - 20 | Sudáfrica | ANZ Stadium, Sídney |  |

Segunda fecha
| 30 de julio | Nueva Zelanda | BO 40 - 7 | Sudáfrica | Westpac Stadium, Wellington |  |

Tercera fecha
| 6 de agosto | Nueva Zelanda | 30 - 14 | Australia | Eden Park, Auckland |  |

Cuarta fecha
| 13 de agosto | Sudáfrica | BD 9 - 14 | Australia | Mr Price Kings Park, Durban |  |

Quinta fecha
| 20 de agosto | Sudáfrica | 18 - 5 | Nueva Zelanda | Estadio Nelson Mandela Bay, Port Elizabeth |  |

Sexta fecha
| 27 de agosto | Australia | 25 - 20 BD | Nueva Zelanda | Suncorp Stadium, Brisbane |  |

| Tres Naciones 2011 2011 Ganadores |
| --------------------------------- |
| Australia Tercer título           |